# Jakob Sombart
Jakob Sombart (* 1719 in Elberfeld (heute Stadtteil von Wuppertal); † 1762 ebenda) war Bürgermeister in Elberfeld.
Sombarts Vorfahren stammten aus Hamm. Erst der Großvater Johann Matthias Sombart war nach Soest und der Vater Johann Jakob Sombart (1689–1729) von dort nach Elberfeld gezogen, wo Jakob Sombart geboren und am 7. Januar 1719 getauft wurde. Sein Vater hatte zuvor in Elberfeld Anna Margareta Siebel (1692–1755) geheiratet, die Tochter des Elberfelder Bürgermeisters Anton Siebel. Er selbst heiratete im Dezember 1746 in Mülheim an der Ruhr die von dort stammende Katharina Gertrud Krabb (1726–1764), mit der er fünf Kinder hatte. Sombart erwarb am 28. Februar 1750 das Elberfelder Bürgerrecht, seine beiden Brüder Abraham und Johannes taten es ihm 1753 und 1758 nach.
Sombart wurde 1753 Ratsmitglied und in den Jahren 1755, 1757, 1758 und 1760 erfolglos zum Bürgermeister vorgeschlagen. Erst im Jahr 1761 wurde er tatsächlich zum Bürgermeister gewählt und wurde somit im Folgejahr Stadtrichter von Elberfeld. Er starb 1762 in Elberfeld und wurde am 21. Juni bestattet.